# میک باتلر (بازیکن فوتبال)
میک باتلر (انگلیسی: Mick Butler؛ زادهٔ ۲۷ ژانویهٔ ۱۹۵۱) بازیکن فوتبال اهل بریتانیا است.
از باشگاه‌هایی که در آن بازی کرده‌است می‌توان به باشگاه فوتبال وورسبورو بریج اتلتیک، باشگاه فوتبال بارنزلی، باشگاه فوتبال بری، باشگاه فوتبال ای‌اف‌سی بورنموث، و باشگاه فوتبال هادرزفیلد تاون اشاره کرد.